# Krautergersheim
Krautergersheim ist eine französische Gemeinde mit 1745 Einwohnern (Stand 1. Januar 2021) im Département Bas-Rhin in der Europäischen Gebietskörperschaft Elsass und in der Region Grand Est. Sie gehört zum Gemeindeverband Pays de Sainte-Odile.

## Geschichte
Auf dem Gemeindegebiet von Krautergersheim wurden Spuren von Besiedlung aus der Hallstattzeit (1200–475 v. Chr.), aus der gallo-römischen Zeit (52 v. Chr. bis 5. Jahrhundert) und aus der anschließenden Merowingerzeit (5. bis 8. Jahrhundert) gefunden.
Urkunden bestätigen, dass die Klöster Murbach (735), Fulda (778) und Baumgarten (1181) sowie der Konvent Odilienberg (1050) Besitztümer in Krautergersheim hatten.

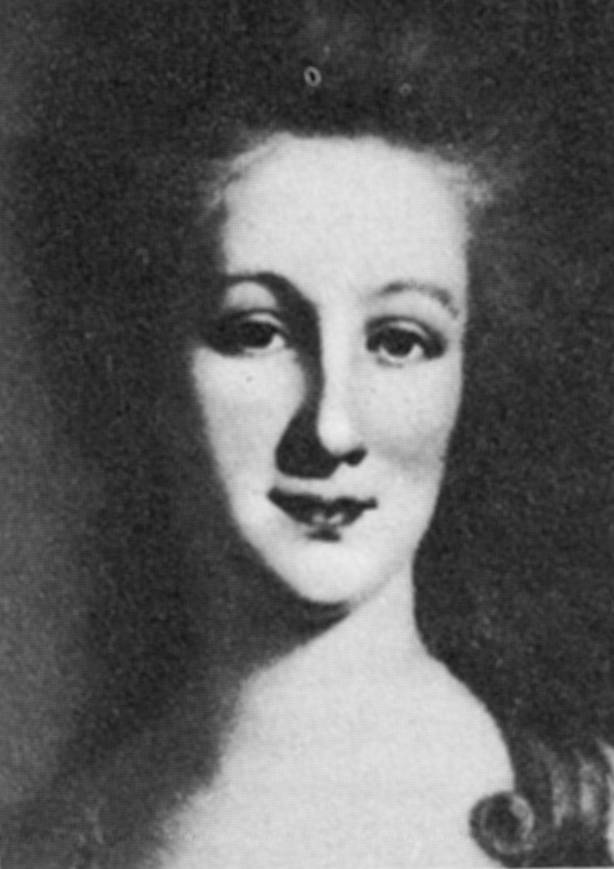
Lili Schönemann

Vom 14. Jahrhundert bis zur Französischen Revolution (1789–1799) war der Ort im Besitz mehrerer adeliger Familien. Die mittlere Linie der Freiherren von Berckheim erlosch im Mannesstamm am 12. November 1787 mit dem Enkel ihres Begründers, Franz Samuel, französischer Oberst, Stettmeister zu Straßburg und Rektor der dortigen Universität. Die Berckheims besaßen dort ein 1815 untergegangene Schloss, das später von Bernard-Frédéric de Turckheim (1752–1831), dem zeitweisen Bürgermeister von Straßburg und Ehemann von Lili Schönemann (1758–1817), der vermögenden Bankierstochter aus Offenbach am Main, erworben wurde. Die sogenannte Zentralkapelle, auch Chapelle de Turkheim genannt, stellt die Reste der ehemaligen Liegenschaft dar. Hier befindet sich die Grabstätte des Ehepaars. Das Gebäude dieser Zentral-Kapelle befindet sich im Privatbesitz der Familie de Turkheim de Dachstein.
Im Jahre 1587 wurde der Ort im Zuge der Hugenottenkriege (1562–1598) von durchziehenden Söldnern geplündert und angezündet. Im Dreißigjährigen Krieg (1618–1648) wurde sie zweimal geplündert, zuerst von Peter Ernst II. von Mansfelds Truppen, dann von schwedischen Truppen.

## Weißkohl und Sauerkraut
Zu Beginn des 16. Jahrhunderts wurde das Wort „Kraut“ an den Anfang des Ortsnamens gestellt, da es eine gleichnamige Ortschaft „Ergersheim“ nur etwa 10 Kilometer nördlich von Krautergersheim gibt. Die Umbenennung des Ortes bezeugt außerdem, dass die Herstellung von Sauerkraut und der Anbau von Weißkohl eine lange Tradition in der Gemeinde haben.
Krautergersheim nennt sich selbst „Hauptstadt des Sauerkrauts“ (Capitale de la choucroute) und begeht regelmäßig am letzten September-Wochenende des Jahres das „Fest des Sauerkrauts“ (Fête de la choucroute). Die Gemeinde liegt an der „La Route de la Choucroute“, der Sauerkrautstraße, die Anfang der 1990er Jahre ins Leben gerufen wurde.

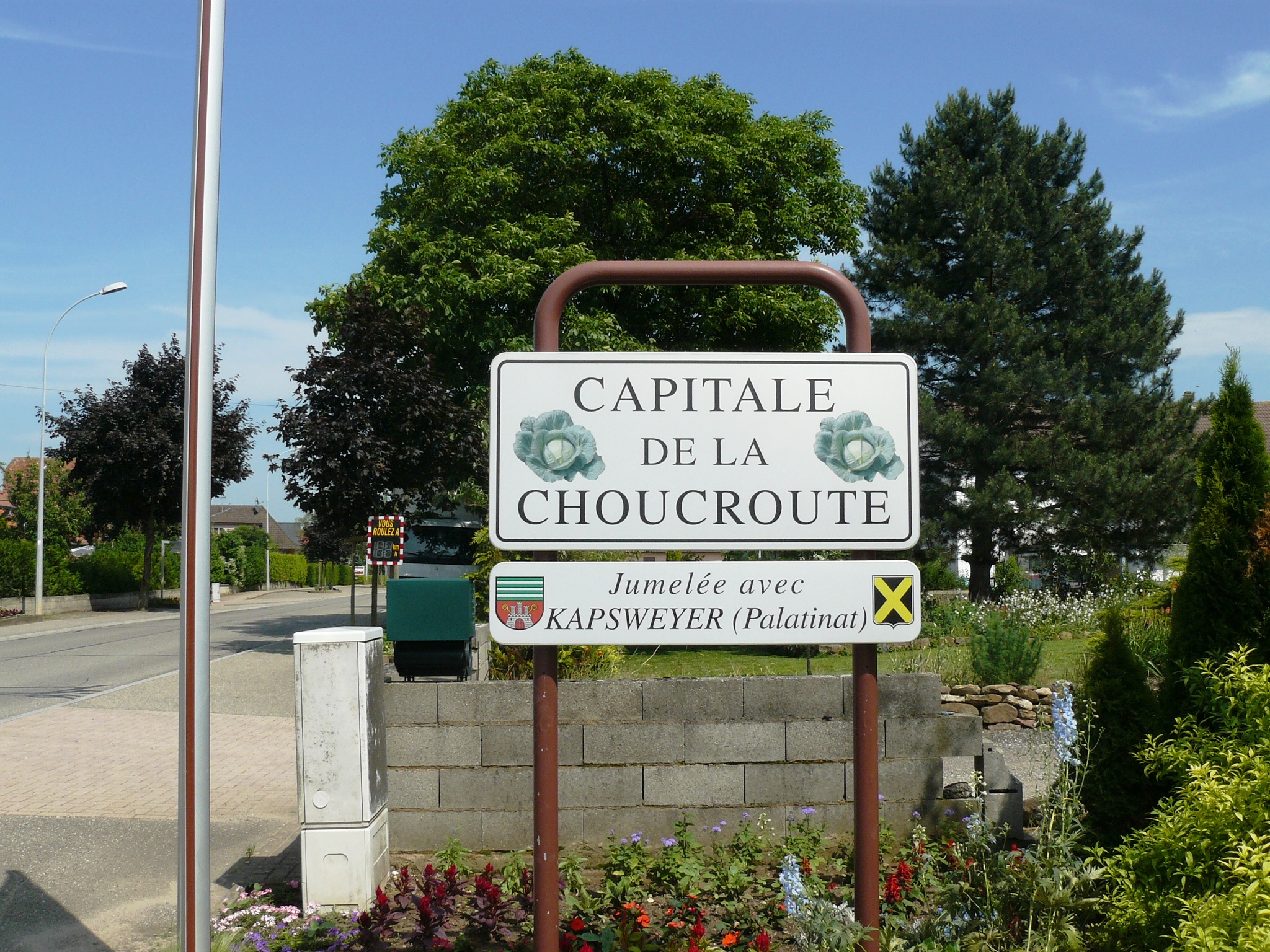
Hauptstadt des Sauerkrauts
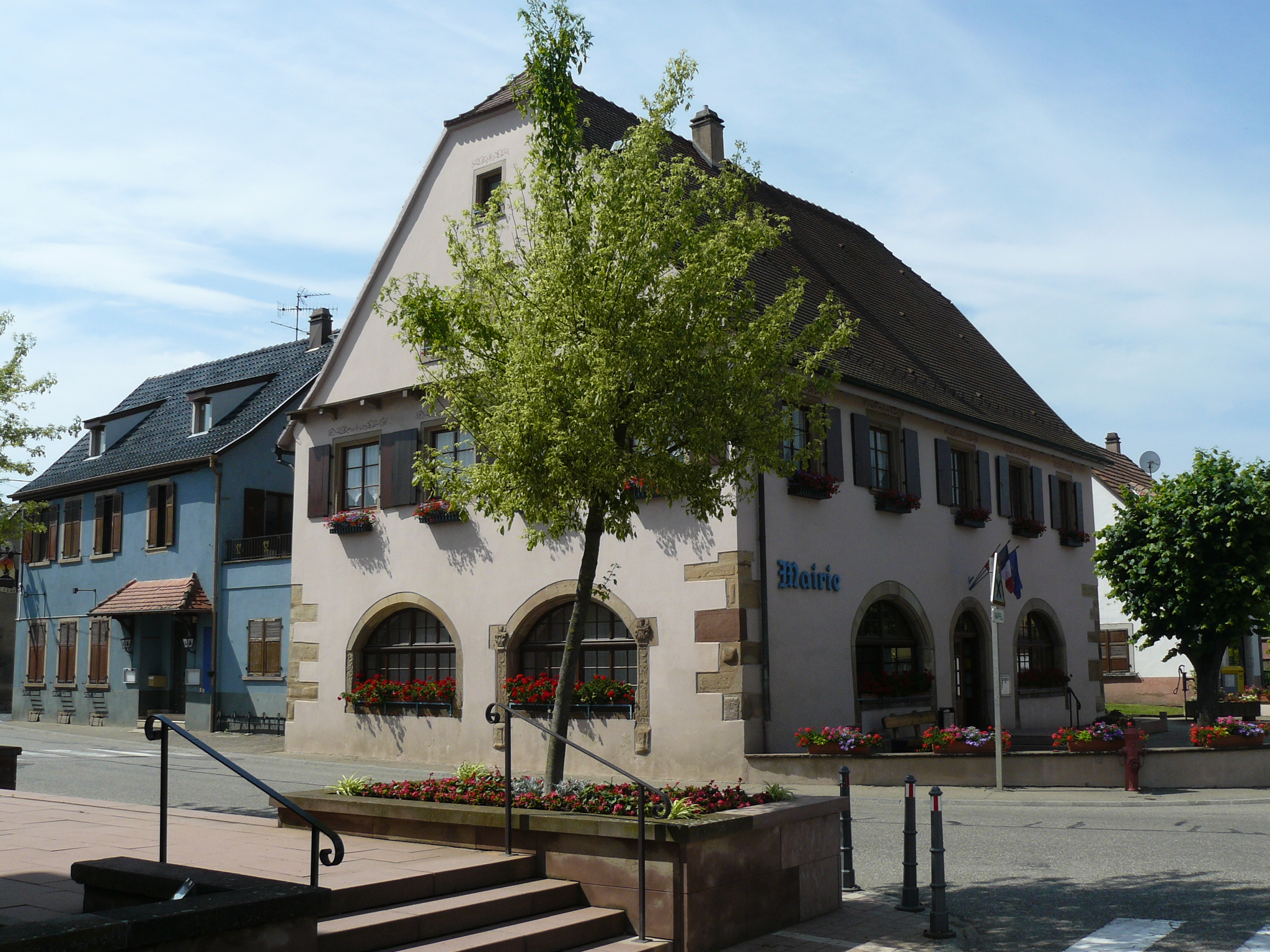
Mairie (Rathaus) von Krautergersheim
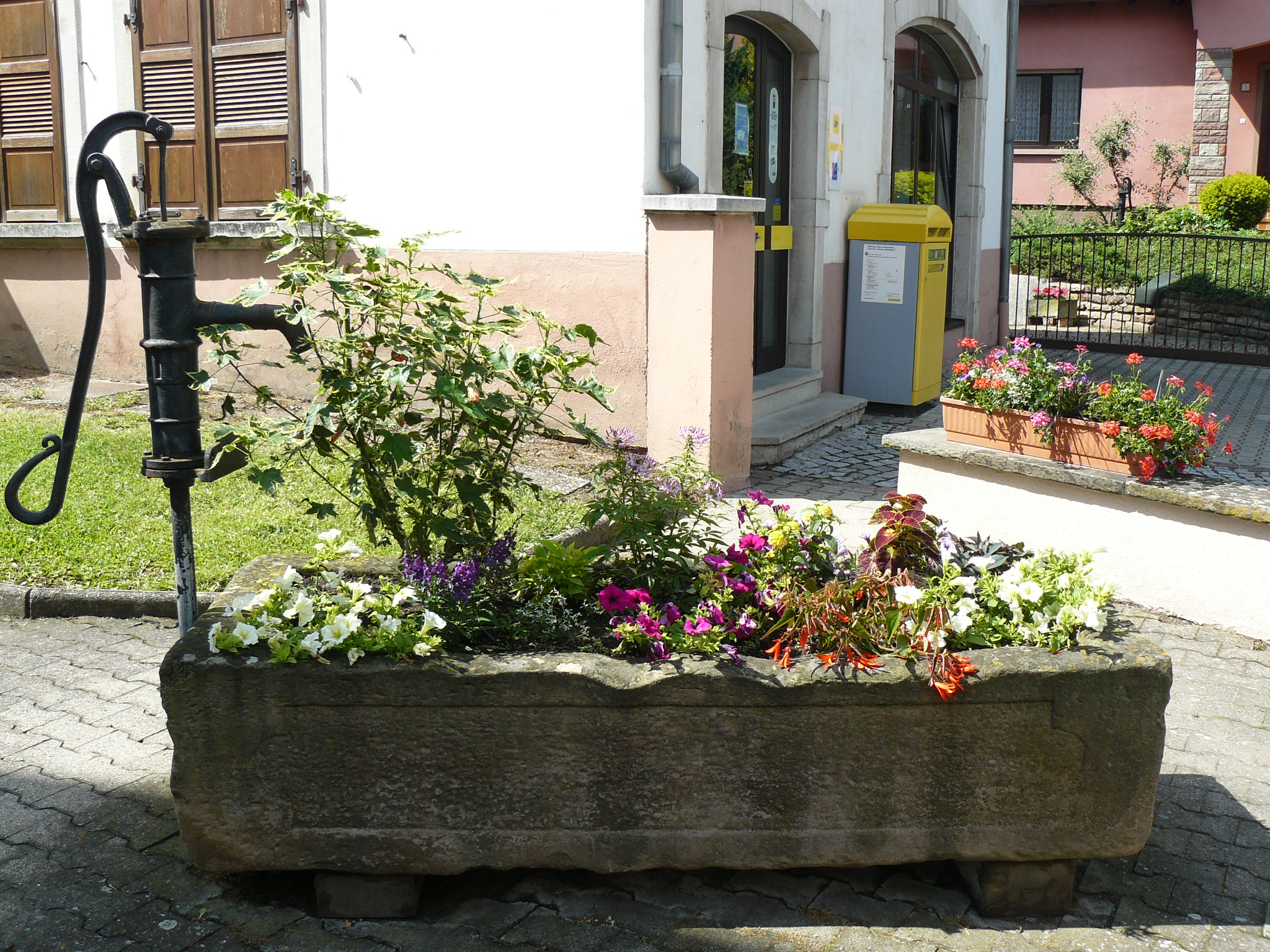
Zierbrunnen neben dem Rathaus von Krautergersheim
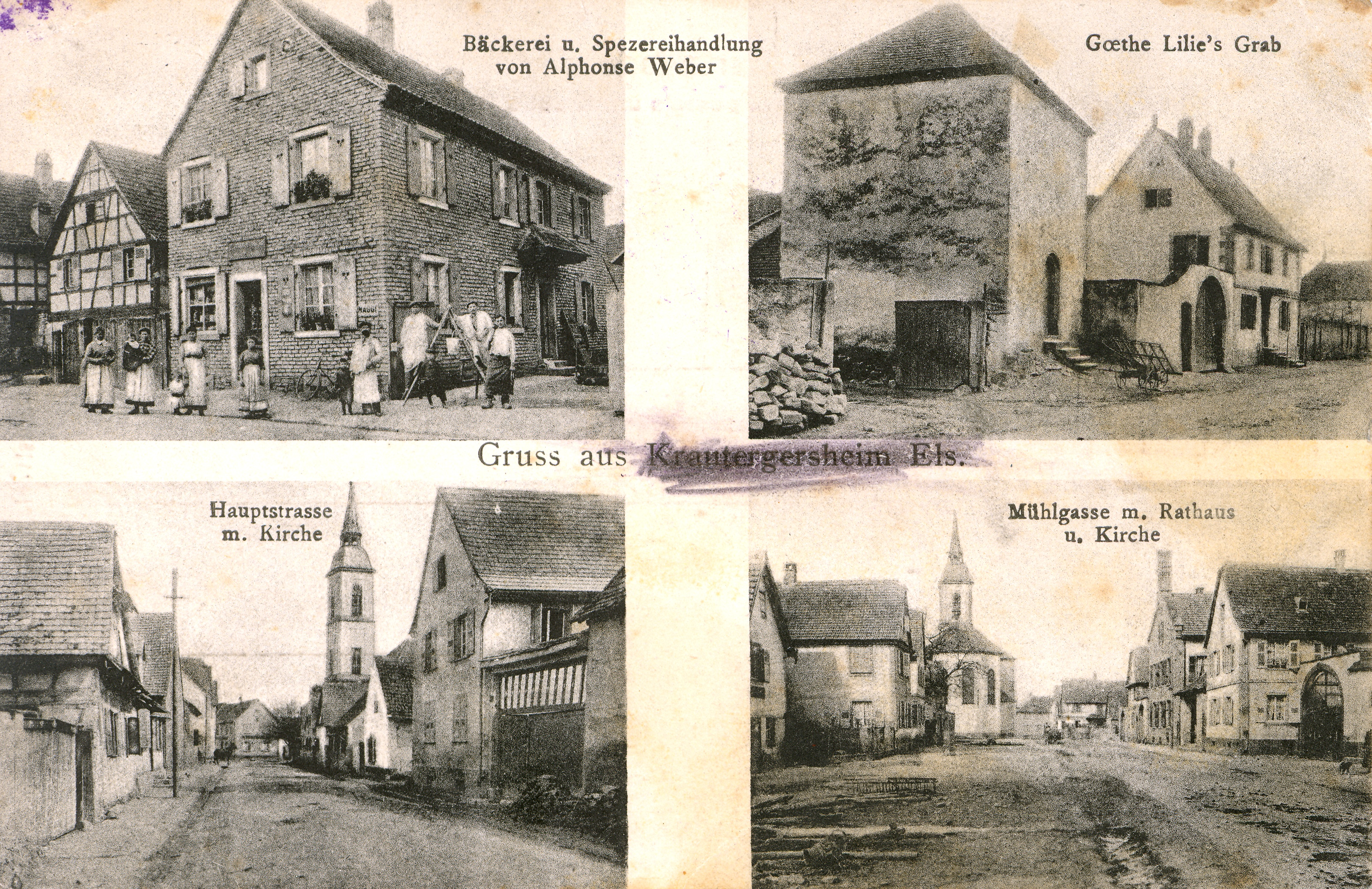
Postkarte um 1914
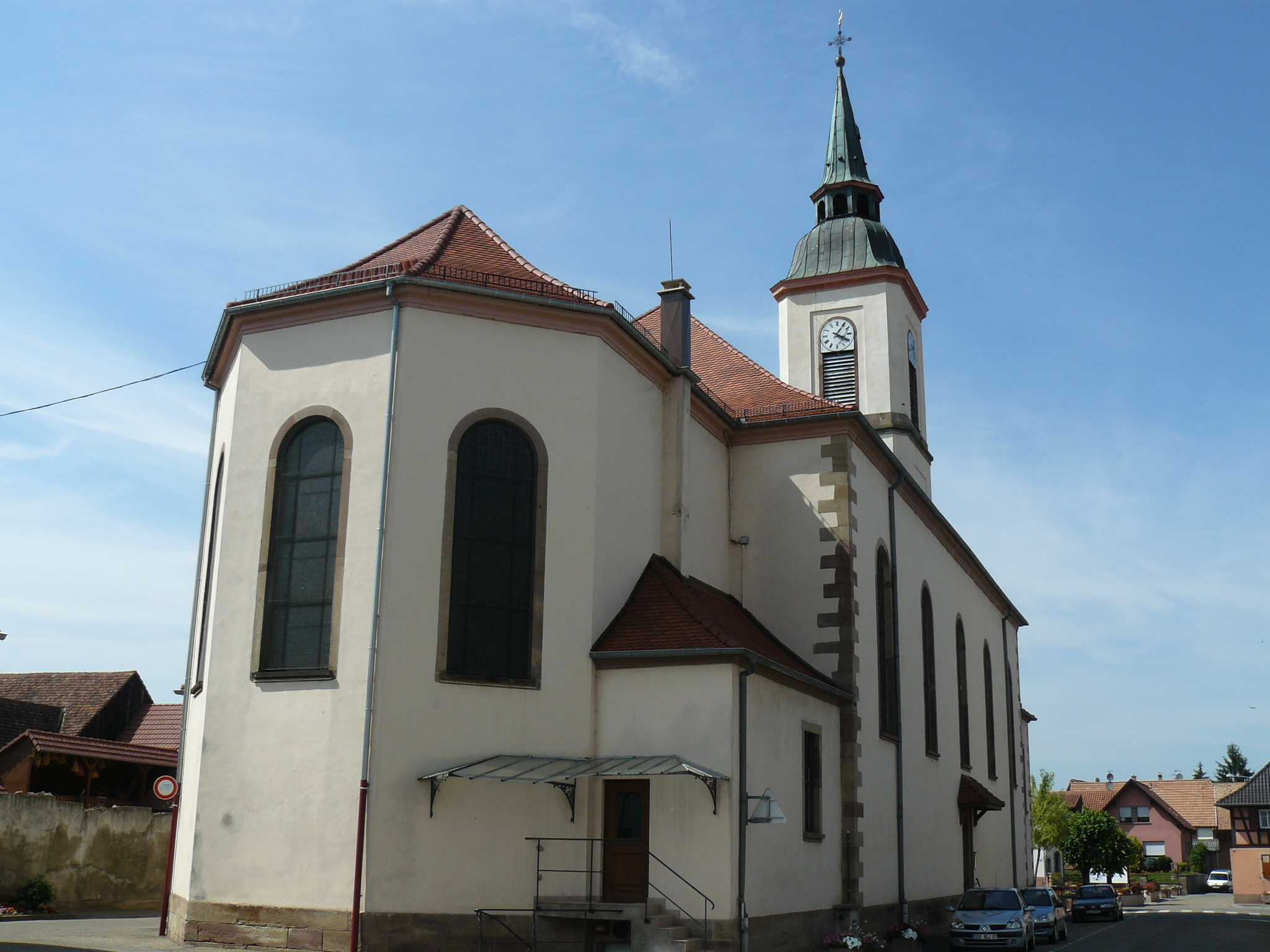
Kirche St. Epvre (1815) in Krautergersheim
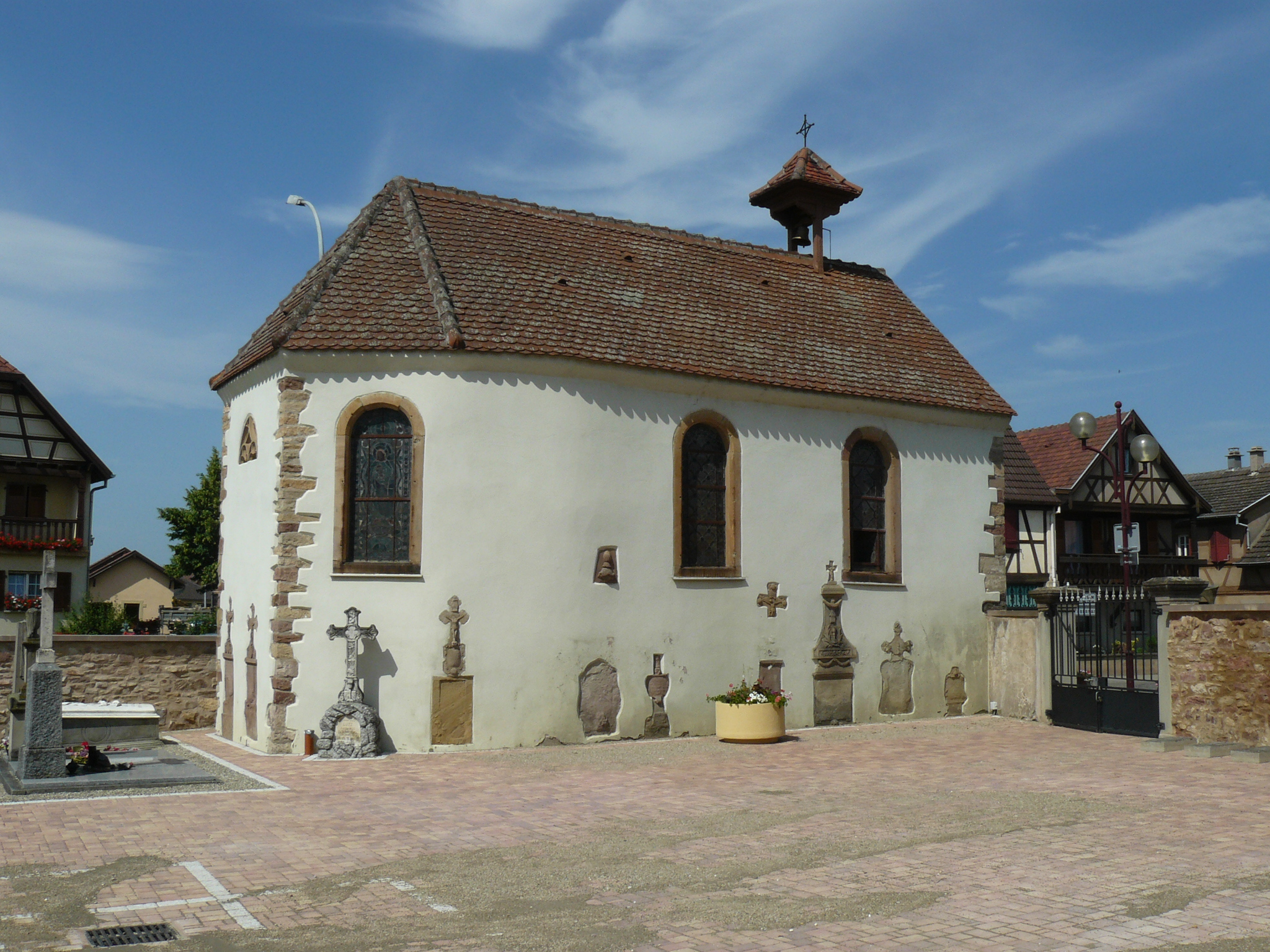
Friedhofskapelle St. Anna

## Film
- Sauerkrautfest Krautergersheim. Dokumentarfilm, Deutschland, 2014, 29:40 Min., Berichte: Rolf Fritz, Ursula Schwedler, Moderation: Hansy Vogt, Produktion: SWR, Reihe: Treffpunkt, Erstsendung: 13. Oktober 2014 bei SWR, Inhaltsangabe von ARD.